# キューバの副大統領
キューバの副大統領（Vice President of Cuba）は、キューバの国家元首に当たる大統領に次ぐ役職である。
社会主義国に移行する前の1959年にも副大統領職は存在していた。2019年の大統領制の復活に伴い、副大統領職も復活した。選出条件として35歳以上、出生がキューバでなければならない。副大統領の権限は大統領が病気、外遊、死亡した際に大統領職を代行することとなっている。

## 国家評議会第一副議長（1976-2019）
| 画像 | 氏名                                 | 就任日        | 退任日         | 元首（国家評議会議長）   | 政党           |
| ---- | ------------------------------------ | ------------- | -------------- | ------------------------ | -------------- |
|      | ラウル・カストロ                     | 1976年12月3日 | 2008年2月24日  | フィデル・カストロ       | キューバ共産党 |
|      | ホセ・ラモン・マチャド・ベントゥーラ | 2008年2月24日 | 2013年2月24日  | ラウル・カストロ         | キューバ共産党 |
|      | ミゲル・ディアス＝カネル             | 2013年2月24日 | 2018年4月19日  | ラウル・カストロ         | キューバ共産党 |
|      | サルバドール・バルデス・メサ         | 2018年4月19日 | 2019年10月10日 | ミゲル・ディアス＝カネル | キューバ共産党 |

## キューバ副大統領（2019-）
| 画像 | 氏名                         | 就任日         | 退任日 | 元首（大統領）           | 政党           |
| ---- | ---------------------------- | -------------- | ------ | ------------------------ | -------------- |
|      | サルバドール・バルデス・メサ | 2019年10月10日 | 現職   | ミゲル・ディアス＝カネル | キューバ共産党 |